# ウラマヨ!
『ウラマヨ!』は、2010年4月10日から関西テレビで放送されている情報・教養トークバラエティ番組で、ブラックマヨネーズの冠番組でもある。
放送時間は毎週土曜日の13:00 - 13:59（JST）。
新聞のテレビ欄には「ウラマヨ」と表記される。

## 概要
レギュラー出演者の不祥事で急遽打ち切りになった『プライスバラエティ ナンボDEなんぼ』の後継番組として放送が開始された。番組内容は、ブラマヨの2人が、ゲストの芸能人の知られざる素顔に迫り、ブラマヨやパネリストとのトークを展開する。
本番組の企画が発表された際の仮タイトルは『世間のウラ側探究バラエティ のぞき見タロー』であった。
最近では芸能人だけでなく前番組同様企業の社長がゲストに登場するパターンも増えてきている。
2013年3月30日（土）放送分よりリニューアル。番組キャラクター、及びセットが一新され、番組キャラクター”のぞき見タロー”はそれまでの忍者から飛行士へ転職し、彼女ができ、セットはそれに合わせて飛行船がテーマに変更された。ちなみに、タローの彼女の名前は”のぞきミーナ”（セクシー系）。また、タイトルが番組開始から付けられていた「世間の裏側のぞき見バラエティ」の部分が削られ、『ウラマヨ!』のみに改題された。

### 放送時間の変遷
| 放送期間      | 放送期間      | 放送時間（JST）            |
| ------------- | ------------- | -------------------------- |
| 2010年4月10日 | 2017年9月30日 | 土曜 13:00 - 13:56（56分） |
| 2017年10月7日 | 現在          | 土曜 13:00 - 13:59（59分） |

## 出演者

### 司会
- ブラックマヨネーズ
  - 小杉竜一
  - 吉田敬

### アシスタント
- 高橋真理恵（関西テレビアナウンサー）
  - 第1子の懐妊に伴って、2021年3月放送分の収録まで出演した後に産前産後休暇を取得、2021年に産休に入りおよそ1年半で復帰。復帰後は橋本と交代で担当している。
- 橋本和花子（関西テレビアナウンサー）
  - 神戸大学から2021年4月1日付で関西テレビへ入社した後に、3日後（4月3日）の放送分から高橋の後任として出演[注 2]。高橋が産休から復帰後は高橋と交代で担当している。

### パネラー

#### 男性（または大御所）パネラー
- 角淳一 - フリーアナウンサー（元・MBS）
- 梅沢富美男 - 大衆演劇俳優
- 金村義明 - 野球解説者
- 具志堅用高 - ボクシング解説者
- 蛭子能収 - 漫画家、映画監督

#### 女性パネラー
- 大久保佳代子（オアシズ）
- 西川史子
- はるな愛
- ミッツ・マングローブ
- 鈴木紗理奈
- 犬山紙子
- 安田美沙子
- バービー（フォーリンラブ）
- 高橋みなみ
- 峯岸みなみ

#### お笑い芸人パネラー
- 浅越ゴエ
- 矢野勝也（矢野・兵動）
- 黒沢かずこ（森三中）
- さゆり（かつみ♥さゆり）

#### お笑いコンビパネラー
リポーターとして出演することもある。
- 笑い飯
- モンスターエンジン
- スマイル
- かまいたち
- 藤崎マーケット
- スーパーマラドーナ
- 学天即→ガクテンソク
- アキナ
- ミサイルマン
- 祇園

### リポーター
- ジャルジャル
- 天竺鼠
- ギャロップ[注 3]
- ダイアン[注 3]
- プラスマイナス
- ガリガリガリクソン

### ナレーション
- 柳森万里
- 鹿瀬ハジメ

### 過去の出演者

#### レギュラー
- 円広志[注 4]
  - 『よ〜いドン!サタデー』出演のため降板。

#### 準レギュラー
- 月亭八光
  - 『よ〜いドン!サタデー』出演のため降板。

#### パネラー
- 千鳥
- 銀シャリ

## 企画
恋するパパママ・のぞき見ラクル
一般視聴者の家族の元に、両親が出会ってから結婚に至るまでをまとめた再現ドラマをリポーターのギャロップが届ける。家族全員がそれを見て、両親が恋愛をしていた頃の知られざる素顔に触れる。
ホンネ流出! ギョーカイマル秘ウラ裏ランキング
さまざまな業界で働く人にアンケートを行い、普段なかなか聞けない裏の本音をランキング形式で紹介。
ちびっ子のぞき見シュラン
浅越ゴエとちびっこ調査隊が一般の大豪邸を訪れ、ツッコミを入れながら厳しく査定する。
ウラマヨ指さしクラブ
ダイアンが街の仲良し3人組にキツイお題で指を指しあってもらう。2人から指を指された「指さされさん」に対する本音を、残りの2人が暴露する（その間、「指さされさん」はヘッドフォンをしているために2人の本音は聞こえない）。「指さされさん」には番組特製クオカードが進呈される。
吉田辞典（2010年12月4日 -）
流行しているグッズの名前や実物を見て、世間知らずなナポレオン・ボナパルト風の衣装を着た吉田皇帝がその用途やどんなものかを予想する。
関西どうかしてるぜ!ニュース
豊田康雄アナウンサーとブラマヨ吉田が関西のちょっと変わったニュースに鋭く切り込んでいく。
クイズ!動画してるぜ!
小杉扮する見た目がちょっと古めなウラマヨ!プロデューサー・こすPがインターネットから厳選した「どうかしてる動画」を紹介。こすPが出題した動画にまつわるクイズに吉田と芸人が回答する。

## 各地の放送時間
| 放送対象地域 | 放送局             | 系列           | 放送曜日及び放送時間         | ネット状況 |
| ------------ | ------------------ | -------------- | ---------------------------- | ---------- |
| 近畿広域圏   | 関西テレビ         | フジテレビ系列 | 土曜 13:00 - 13:59           | 制作局     |
| 福岡県       | テレビ西日本       | フジテレビ系列 | 金曜 0:55 - 1:55（木曜深夜） | 遅れネット |
| 新潟県       | NST新潟総合テレビ  | フジテレビ系列 | 土曜 0:50 - 1:50（金曜深夜） | 遅れネット |
| 高知県       | 高知さんさんテレビ | フジテレビ系列 | 土曜 0:55 - 1:55（金曜深夜） | 遅れネット |
| 北海道       | 北海道文化放送     | フジテレビ系列 | 土曜 13:00 - 14:00           | 遅れネット |

### 過去の放送局
- 仙台放送（2013年4月2日 - 2016年3月29日）
- 岡山放送（2010年5月1日 - 2013年3月23日）
- さくらんぼテレビ（2011年10月2日 - 2013年3月30日）
- TOKYO MX（2019年9月28日放送分で打ち切り）
- テレビくまもと
- 東海テレビ (不明-2023年9月頃)

### インターネット配信
最新回配信は関西テレビ放送日時基準
| 配信元         | 更新日時        | 配信期間 | 備考                 |
| -------------- | --------------- | -------- | -------------------- |
| TVer           | 土曜 13:00 更新 | 7日      | 最新回限定で無料配信 |
| GYAO!          | 土曜 13:00 更新 | 7日      | 最新回限定で無料配信 |
| カンテレドーガ | 土曜 13:00 更新 | 7日      | 最新回限定で無料配信 |
| カンテレドーガ | 過去分          | 過去分   | 有料各回レンタル視聴 |
| 大阪チャンネル | 過去分          | 過去分   | 有料見放題配信       |

## スタッフ
2022年8月6日以降
- 構成：佐久間貴司、桝野幸宏、やまだともカズ、近藤一朗、和田義浩
- ブレーン：田中文章、永岑広憲、田中亮治（以前は構成）
- TD・SW：森下真行
- CAM：山本美咲、河合江里子、山下耕平、京田航、岡修平【週替り】
- LD：平塚章人、竹内康博【週替り】
- MIX：大林俊夫、浦嶋静、小原智美【週替り】
- EED：塩見淳
- MA：藤原将、岡森光則
- ENG：町田雄伍・鈴木恭平（ADC）、高嶺篤哉・澤井雅弘（トラッド）、要海佑介・鳴岡雅人（EYEZEN）、前田剛志、園田清隆・篠原佑典・齋藤将光（MABU）、青木一弘（一光）、西川真（Tagboat）、長野浩二（インテック）、星智司、飯田一志（テックサービス）、藤原祐司【週替り】
- 美術制作：岡崎忠司（関西テレビ）
- デザイン：井内克信（レフティーデザイン）
- 美術進行：中越章浩（バンブルビー）
- 装置：川上眞子
- 装飾：三島吾子
- 電飾：田中博光
- メイク：パウダー
- 宣伝：春田享子（関西テレビ）
- 協力：i-park、ウエストワン、大阪共立、シャガデリック、東京オフラインセンター【毎週】、ADC、トラッド、EYEZEN、Google、MABU、一光、Tagboat、インテック、テックサービス【週替り】
- ディレクター：中西常之、山本良太（インパクト）、山中基靖、片平愉【週替り】、小浴崇慎・杉岡亮・山根郁摩（メディアプルポ）【毎週】
- AP：貞尾由希子（メディアプルポ）
- 演出・プロデューサー：高山浩児（メディアプルポ、以前はディレクター）
- プロデューサー：宮下育雄（関西テレビ）
- 制作協力：メディアプルポ
- 制作著作：関西テレビ放送

### 過去のスタッフ
- 構成：儀賀保秀
- ブレーン：清水優己
- ディレクター：岡本圭太・溝上正造・竹本聡志・宮川青・茂野悠介・堀江拓真・佐伯亮・吉川優作（メディアプルポ）、中畔弘敬、杉浦圭太・植田政成（D-REC ）、秀島光樹・谷村洋平（ロボッツ）
- プロデューサー：東田元・細川陽子・川元敦雄・古橋由依子・和泉亮（いずれも関西テレビ）、松本浩（当時:メディアプルポ）、若松雅也（メディアプルポ）
- ブレーン：清水優美
- TD・SW：菊地幸雄
- CAM：溝脇徹、大石飛雄馬、井上佑介、山添雅胴、朝原光基、松岡晋也、福井一就
- LD：中島啓（関西テレビ）、須賀半二、徳永勤、大塚美穂
- MIX：長池哲
- EED：中村秀則
- MA：田淵健太
- ENG：柿本孝文、岸賢俊・津田欣典・奥村一彦（MABU）、永田哲也、高田正幸（よしもとブロードエンタテインメント）、信田将志（ピースリー本舗）、岡大輔・松本学（Nextry）、蒲田実・宮下清仁（テレプロ）、加藤昌義・後藤郁夫（ヴィュー）、西脇靖記（トラッド）、磯光明（テックサービス）、上野嘉禄、松宮周史（EYEZEN）、高岡慎一
- 美術：古江薫（関西テレビ）
- 美術制作：永田道徳（以前は美術進行）
- 美術進行：西口英希
- 装置：つむら工芸
- 装飾：萬浪隆史
- 電飾：中井高浩、ズイコー21
- 宣伝：秋田成子・長谷川由紀（関西テレビ）
- キャラクターデザイン：小坂亘（北清水デザイン研究室、2013年3月30日 -）
- 協力：テレコープ 、ちゅるんカンパニー、ロボッツ、よしもとブロードエンタテインメント、ピースリー本舗、Nextry、インパクト 、テレプロ、ヴィュー

## 歴代エンディングテーマ
- 竹仲絵里「口笛」（よしもとアール・アンド・シー、2010年4月10日 - 2010年6月30日）
- 毛皮のマリーズ「おっさん On The Corner」（日本コロムビア、2011年1月 - 2011年3月）
- KIDS「コトノハ」（よしもとアール・アンド・シー、2013年7月6日 - 2013年11月2日）
- 0.8秒と衝撃。「Mad Drumming 1」（actwise/MOONSHINE INC.、2013年11月9日 - 2014年3月29日）
- locofrank「gemstone」（773Four RECORDS、2014年4月5日 - 2014年6月28日）
- ドラマチックアラスカ「マヤカシドリームランド」（LD&K Records、2014年7月5日 - 2014年9月27日）
- 中村千尋「恋なんてクソッタレ」（ARIGATO MUSIC、2014年10月4日 - 2014年12月27日）
- THE CHERRY COKE$「RISE AGAIN」（DEAD HEAD RECORDS、2015年1月4日 - 2015年6月27日）
- Xmas Eileen「March」（PRIVATE SMILE、2015年7月4日 - 2016年3月26日）
- Xmas Eileen「Walk the Talk」（PRIVATE SMILE、2016年4月2日 - 2016年12月24日）
- Chewing High!!「STAGE」（Rockstar Records、2017年1月2日 - 2017年3月25日）
- アルコサイト「朝焼けに」（STROKE RECORDS、2017年4月1日 - 2018年4月21日）
- FUN RUMOR STORY「Colorful Story」（ユニオンミュージックジャパン、2018年5月5日 - 2018年6月30日）
- 超能力戦士ドリアン「ヤマサキセイヤと同じ性別」（Eggs、2018年7月7日 - 2018年9月29日）
- SCUMGAMES「S.D.F.」（DEAD HEAD RECORDS、2018年10月6日 - 2019年4月27日）
- ドラマストア「冒険譚」（Ladder Records、2019年5月4日 - 2019年11月30日）
- the paddles「今は、エバーグリーン」（Paddy field、2019年12月7日 - 2020年5月2日）
- KIRA「Lovin' you」（GIFTED CHILD'S CRIB、2020年5月9日 - 2020年8月29日）
- toronto「コリントの信徒への手紙」（toronto、2020年9月5日 - 2021年1月30日）
- GUNIX「U.F.O」（GUNIX、2021年2月6日 - 2021年2月27日）
- 挫・人間「マンガよみたい」（redrec/sputniklab.inc、2021年3月6日 - 2021年3月27日）
- アポロノーム「愛ふれる」（Eggs、2021年4月3日 - 2021年4月24日）
- JOY VAN CREW「Dear Mirai」（Starbell、2021年5月1日 - 2021年5月29日）
- CAT ATE HOTDOGS「ハローグッバイ、サニーデイ」（HEADLINE、2021年6月5日 - 2021年6月26日）
- くっつくパピー「浪漫主義」（redrec/sputniklab inc.、2021年7月3日 - 2021年8月1日）
- FanCy‐「初恋はラムネソーダ」（Career Edge、2021年8月7日 - 2021年8月28日）
- Dict.「シロツメクサ」（2021年9月4日 - 2021年9月25日）
- メメタァ「ロスタイム」（THE BONSAI RECORDS、2021年10月2日 - 2021年10月30日）
- ANABANTFULLS「天国発電」（Soramiro、2021年11月6日 - 2021年11月27日）
- odd five「郷風」（FiREFLY.inc、2021年12月4日 - 2021年12月25日）
- Reika「TAKE OFF ON」（ソニー・ミュージックエンタテインメント、2022年1月2日 - 2022年1月29日）
- HOTSQUALL「A World Song」（ONION ROCK RECORDS、2022年2月5日 - 2022年2月26日）
- THE 抱きしめるズ「Have a good life」（sputniklab、2022年3月5日 - 2022年3月26日）
- Northern19「NOW OR NEVER」（WIRED ReCORDS、2022年4月2日 - 4月30日）
- Dear Chambers「DIVE」（Paddy field、2022年5月7日 - 5月28日）
- ヤジマX「From FUTON to EVERYWHERE」（TAKASAKI RECORDS、2022年6月4日 - 6月25日）
- フリージアン「ノンアルコール」（early Reflection、2022年7月2日 - 7月30日）
- Dear Chambers「In my dreams」（Paddy field、2022年8月6日 - 8月27日）
- UtaKata「メイテイ」（UtaKata、2022年9月3日 - 9月24日）
- スーパーベイビーズ「P.T.G」（ampoule label、2022年10月1日 - 10月29日）
- EINSHTEIN「24」（FROG MUSIC、2022年11月5日 - 11月26日）
- ギターパンダ「あの子が好き」（redrec/sputniklab.inc、2022年12月3日 - 12月24日）
- DAYBAG「流星街」（HEADLINE、2023年1月2日 - 1月30日）
- ポップしなないで「メデューサ」（日本コロムビア、2023年2月4日 - 2月25日）
- グットクルー「グッモーニン☆ジャンキー」（TiEAMPエンターテインメント、2023年3月4日 - 3月25日）
- ワンダフル放送局「クエスチョン」（ULTRAkiteruRecords、2023年4月1日 - 4月29日）
- MARSBERG SUBWAY SYSTEM「辻斬り惑星」（MARSBERG SUBWAY SYSTEM、2023年5月6日 - 5月27日）
- MAYSON's PARTY「Give me your LOVE」（SouthBell、2023年6月3日 - 6月24日）
- kalmia「Supernova」（Newcome Inc./FABTONE Inc.、2023年7月1日 - 7月29日）
- TERATUNE「街角ワンダーランド」（TERATUNE、2023年8月5日 - 8月26日）
- HIPPY「YOAKE」（FROG MUSIC、2023年9月9日 - 9月30日）
- DADA GAUGUIN「マイフューチャー」（2023年10月7日 - 10月28日）
- tact「see the light」（Square Records、2023年11月11日 - 11月25日）
- the twenties「敷戸団地」（NEON RECORDS、2023年12月2日 - 12月23日）
- NiL「ULTIMATE BOUNCE」（NO MISS RECORDS、2024年1月6日 - 1月27日）
- RIRIKO「カレンデュラ」（2024年2月3日 - 2月24日）
- ハナフサマユ「春と門出」（徳間ジャパンコミュニケーションズ、2024年3月2日 - 3月30日）
- ナツノコエ「Yellow Monkey World」（Happinet Music/KURAMAE RECORDS、2024年4月6日 - 4月27日）
- Dear Chambers「Oh my BABY」（Happinet Music/KURAMAE RECORDS、2024年5月4日 - 5月25日）
- MAYSON's PARTY「Apple Orange Banana(A.O.B)」（SouthBell、2024年6月1日 - 6月29日）
- TOSHIMITSU「I don't stop playing!!」（青春原盤制作所、2024年7月6日 - 7月27日）
- とわる「めっちゃLOVEぃ」（2024年8月3日 - 8月31日）
- Nicori Light Tours「Get Over」（2024年9月7日 - 9月28日）
- POLYPLUS「survive」（Playwright、2024年10月5日 - ）
- THE BAMBOO SPIRITS CLUB 「この世の全ては感謝しかない」　(2025年8月2日 - 8月30日）